# Silbannacus
Mar. Silbannacus (volledige naam, geboorte- en sterfdatum onbekend) was een Romeins usurpator, die zich omstreeks 249 tot Romeins keizer uitriep.
Van Silbannacus is vrijwel niets bekend: in feite zijn drie munten met als opschrift "Imp(erator) Mar. Silbannacus Aug(ustus)" het enige bewijs dat hij ooit heeft bestaan
Silbannacus was waarschijnlijk van Keltische afkomst, en kwam tijdens de regeerperiode van Philippus de Arabier in opstand in het gebied aan de Rijn, waar hij naar alle waarschijnlijkheid het bevel voerde over een legereenheid. Er zijn aanwijzingen dat de opstand pas ophield onder keizer Traianus Decius, want deze zou volgens geschiedschrijver Eutropius een burgeroorlog in Gallië hebben neergeslagen.
Silbannacus wordt verder nooit door een antieke bron genoemd, en alle beweringen omtrent hem zullen vooralsnog speculatie blijven.